# Album al numero uno della classifica FIMI nel 2015
La presente lista elenca gli album che hanno raggiunto la prima posizione nella classifica settimanale italiana Album, stilata durante il 2015 dalla Federazione Industria Musicale Italiana, in collaborazione con la GfK Retail and Technology Italia.
Fino al 9 luglio le classifiche vengono rilasciate di giovedì e sono relative alla settimana solare precedente (dal lunedì alla domenica). Dal 17 luglio, con l'introduzione del Global Release Day, le classifiche vengono rilasciate di venerdì e sono relative ai sette giorni immediatamente precedenti (dal venerdì al giovedì).
| Settimana    | Settimana    | Album                                      | Artista              | Settimane consecutive | Settimane totali | Fonte  |
| Inizio       | Fine         | Album                                      | Artista              | Settimane consecutive | Settimane totali | Fonte  |
| ------------ | ------------ | ------------------------------------------ | -------------------- | --------------------- | ---------------- | ------ |
| 29 dicembre  | 4 gennaio    | TZN - The Best of Tiziano Ferro            | Tiziano Ferro        | 3                     | 6                | [ 2 ]  |
| 5 gennaio    | 11 gennaio   | TZN - The Best of Tiziano Ferro            | Tiziano Ferro        | 3                     | 6                | [ 3 ]  |
| 12 gennaio   | 18 gennaio   | Parole in circolo                          | Marco Mengoni        | 2                     | 2                | [ 4 ]  |
| 19 gennaio   | 25 gennaio   | Parole in circolo                          | Marco Mengoni        | 2                     | 2                | [ 5 ]  |
| 26 gennaio   | 1º febbraio  | Il bello d'esser brutti                    | J-Ax                 | 2                     | 2                | [ 6 ]  |
| 2 febbraio   | 8 febbraio   | Il bello d'esser brutti                    | J-Ax                 | 2                     | 2                | [ 7 ]  |
| 9 febbraio   | 15 febbraio  | TZN - The Best of Tiziano Ferro            | Tiziano Ferro        | 1                     | 6                | [ 8 ]  |
| 16 febbraio  | 22 febbraio  | Sanremo grande amore                       | Il Volo              | 1                     | 1                | [ 9 ]  |
| 23 febbraio  | 1º marzo     | Lorenzo 2015 CC.                           | Jovanotti            | 2                     | 4                | [ 10 ] |
| 2 marzo      | 8 marzo      | Lorenzo 2015 CC.                           | Jovanotti            | 2                     | 4                | [ 11 ] |
| 9 marzo      | 15 marzo     | Rebel Heart                                | Madonna              | 1                     | 1                | [ 12 ] |
| 16 marzo     | 22 marzo     | Lorenzo 2015 CC.                           | Jovanotti            | 1                     | 4                | [ 13 ] |
| 23 marzo     | 29 marzo     | 9                                          | Negrita              | 1                     | 1                | [ 14 ] |
| 30 marzo     | 5 aprile     | 1995                                       | Lorenzo Fragola      | 2                     | 2                | [ 15 ] |
| 6 aprile     | 12 aprile    | 1995                                       | Lorenzo Fragola      | 2                     | 2                | [ 16 ] |
| 13 aprile    | 19 aprile    | Giro del mondo                             | Luciano Ligabue      | 2                     | 2                | [ 17 ] |
| 20 aprile    | 26 aprile    | Giro del mondo                             | Luciano Ligabue      | 2                     | 2                | [ 18 ] |
| 27 aprile    | 3 maggio     | Miracolo!                                  | Clementino           | 1                     | 1                | [ 19 ] |
| 4 maggio     | 10 maggio    | Beyond                                     | Mario Biondi         | 1                     | 1                | [ 20 ] |
| 11 maggio    | 17 maggio    | Perfetto                                   | Eros Ramazzotti      | 1                     | 1                | [ 21 ] |
| 18 maggio    | 24 maggio    | Out                                        | The Kolors           | 5                     | 12               | [ 22 ] |
| 25 maggio    | 31 maggio    | Out                                        | The Kolors           | 5                     | 12               | [ 23 ] |
| 1º giugno    | 7 giugno     | Out                                        | The Kolors           | 5                     | 12               | [ 24 ] |
| 8 giugno     | 14 giugno    | Out                                        | The Kolors           | 5                     | 12               | [ 25 ] |
| 15 giugno    | 21 giugno    | Out                                        | The Kolors           | 5                     | 12               | [ 26 ] |
| 22 giugno    | 28 giugno    | Vero                                       | Gué Pequeno          | 1                     | 1                | [ 27 ] |
| 29 giugno    | 5 luglio     | Out                                        | The Kolors           | 7                     | 12               | [ 28 ] |
| 10 luglio    | 16 luglio    | Out                                        | The Kolors           | 7                     | 12               | [ 29 ] |
| 17 luglio    | 23 luglio    | Out                                        | The Kolors           | 7                     | 12               | [ 30 ] |
| 24 luglio    | 30 luglio    | Out                                        | The Kolors           | 7                     | 12               | [ 31 ] |
| 31 luglio    | 6 agosto     | Out                                        | The Kolors           | 7                     | 12               | [ 32 ] |
| 7 agosto     | 13 agosto    | Out                                        | The Kolors           | 7                     | 12               | [ 33 ] |
| 14 agosto    | 20 agosto    | Out                                        | The Kolors           | 7                     | 12               | [ 34 ] |
| 21 agosto    | 27 agosto    | Lorenzo 2015 CC.                           | Jovanotti            | 1                     | 4                | [ 35 ] |
| 28 agosto    | 3 settembre  | Endkadenz Vol. 2                           | Verdena              | 1                     | 1                | [ 36 ] |
| 4 settembre  | 10 settembre | The Book of Souls                          | Iron Maiden          | 1                     | 1                | [ 37 ] |
| 11 settembre | 17 settembre | Doppelganger                               | MadMan               | 1                     | 1                | [ 38 ] |
| 18 settembre | 24 settembre | Rattle That Lock                           | David Gilmour        | 1                     | 1                | [ 39 ] |
| 25 settembre | 1º ottobre   | La rivoluzione sta arrivando               | Negramaro            | 1                     | 1                | [ 40 ] |
| 2 ottobre    | 8 ottobre    | L'amore si muove                           | Il Volo              | 1                     | 1                | [ 41 ] |
| 9 ottobre    | 15 ottobre   | Pop-Hoolista                               | Fedez                | 1                     | 3                | [ 42 ] |
| 16 ottobre   | 22 ottobre   | 20:05                                      | Benji & Fede         | 1                     | 1                | [ 43 ] |
| 23 ottobre   | 29 ottobre   | Sounds Good Feels Good                     | 5 Seconds of Summer  | 1                     | 1                | [ 44 ] |
| 30 ottobre   | 5 novembre   | De Gregori canta Bob Dylan - Amore e furto | Francesco De Gregori | 1                     | 1                | [ 45 ] |
| 6 novembre   | 12 novembre  | Simili                                     | Laura Pausini        | 1                     | 1                | [ 46 ] |
| 13 novembre  | 19 novembre  | Made in the A.M.                           | One Direction        | 1                     | 1                | [ 47 ] |
| 20 novembre  | 26 novembre  | 25                                         | Adele                | 1                     | 5                | [ 48 ] |
| 27 novembre  | 3 dicembre   | Passione maledetta                         | Modà                 | 1                     | 1                | [ 49 ] |
| 4 dicembre   | 10 dicembre  | Le cose che non ho                         | Marco Mengoni        | 1                     | 1                | [ 50 ] |
| 11 dicembre  | 17 dicembre  | 25                                         | Adele                | 4                     | 5                | [ 51 ] |
| 18 dicembre  | 24 dicembre  | 25                                         | Adele                | 4                     | 5                | [ 52 ] |
| 25 dicembre  | 31 dicembre  | 25                                         | Adele                | 4                     | 5                | [ 53 ] |

L'album che nel 2015 ha passato più tempo in cima alla classifica di vendite è Out dei The Kolors (12 settimane non consecutive).